# Sigurd Leeder
Sigurd Leeder (né Carl Eduard Wilhelm Leder le 14 août 1902 à Hambourg et mort le 20 juin 1981 à Herisau) était un danseur, chorégraphe et pédagogue de danse allemand qui a développé avec Kurt Jooss la méthode Jooss-Leeder à l'école Folkwang à Essen ainsi qu'à Dartington Hall (Devon, GB). Il a notamment contribué de manière déterminante au développement et à la diffusion de la cinétographie Laban. De 1964 à sa mort, il a dirigé la Sigurd Leeder School of Dance à Herisau.

## Biographie

### 1902-1923
Sigurd Leeder est né à Hambourg dans une famille sans lien avec des activités artistiques. Enfant déjà, il découvre son talent de raconteur d’histoires par le mouvement en jouant des rôles pour une camarade de jeu sourde-muette. Egalement doué pour le dessin, il se forme comme graphiste à l’école d’arts appliqués de Hambourg. Il y enchante ses condisciples avec des leçons d’improvisation et conçoit ses premiers solos de danse. Âgé de 18 ans, il transpose déjà des impulsions intérieures et des images en mouvements de danse et peut ainsi être considéré comme un représentant caractéristique de la danse expressionniste. Il refusera plus tard catégoriquement cette désignation d’époque et de style. Il était convaincu que toute forme de danse possède son expression spécifique et il préférait la désignation de danse d’Europe centrale pour son activité créatrice.
Leeder est un danseur autodidacte ; il refuse de travailler dans l’atelier de lithographie de son père et obtient un engagement comme acteur et danseur aux Hamburger Kammerspiele. Dès 1921, il présente ses propres chorégraphies puis danse dans la compagnie de Jutta von Collande en 1922 et 1923.

### 1924-1947
La rencontre de Leeder avec Kurt Jooss débouche sur une collaboration artistique durable qui débute par une relation plus intime mais de courte durée. Ensemble, ils partent en tournée avec le programme Zwei Tänzer et interprètent des duos tels que Bizarrer Zweitanz. Leeder suit Jooss en tant que soliste et pédagogue à Münster puis en 1927 en tant qu'enseignant et co-directeur à l’Ecole Folkwang à Essen. Elève de Rudolf Laban, Jooss familiarise Leeder avec les idées de son maître. Ils développent ensemble une méthode professionnelle de formation basée sur la choréutique et l’eukinétique de Laban. Leur enseignement accorde une place importante à la cinétographie Laban que Leeder contribue à affiner et à diffuser,. A côté de son activité pédagogique, Leeder danse des chorégraphies de Jooss avec la Folkwang Tanzbühne Essen et plus tard avec les Ballets Jooss.
Au printemps 1934, Leeder quitte Essen et émigre avec de nombreux élèves à Dartington Hall dans le Devon en Angleterre. Il y enseigne jusqu’en 1939 à la Jooss-Leeder-School of Dance, dont il dirige par ailleurs le Dance Theatre Studio. Il y crée la chorégraphie Danse macabre lors du cours d’été 1935. Parmi les élèves célèbres issus de cette formation, citons Hans Züllig, Ann Hutchinson, Birgit Cullberg, Simone Michelle, Jeanne Brabants et Hanna Voos... La formation professionnelle ainsi que les cours de vacances et de formation continue incluent également toujours un enseignement de notation du mouvement. La notation lui permet de transcrire ses chorégraphies et ses études de danse. De manière analogue aux études enseignées en musique, Leeder crée des études de danse qui sont plus que de simples enchaînements. Elles sont structurées de façon complexe, combinent deux ou plusieurs éléments hétérogènes de mouvement et exposent des aspects et des possibilités d’enchainements qui permettent des variations de sens. Elles contextualisent ainsi le matériau qu’est le mouvement et constituent dans leur ensemble une pédagogie pratique de la composition chorégraphique.
Le début de la Seconde Guerre mondiale provoque la dissolution de l’école. Leeder est interné sur l’île de Man en tant qu’étranger hostile avant d’être relâché en 1941. Les soupçons d’espionnage visant Jooss sont également abandonnés. La réouverture du Jooss-Leeder-Dance Studio a lieu en 1941 à Cambridge. Les Ballets Jooss retrouvent aussi la scène dès 1942 – avec comme interprètes Jooss, Leeder, Hans Züllig, Rolf Alexander, Noëlle de Mosa, Ulla Söderbaum, Maja Kübler, Peter Wright et d’autres élèves du chorégraphe. La pièce maîtresse du répertoire de cette compagnie est La Table verte (Der Grüne Tisch) de Jooss, créée et récompensée à Paris en 1932, qui est jouée plus de trois mille fois jusqu’en 1947. Les Ballets Jooss interprètent aussi des chorégraphies de Leeder, comme par exemple Sailor’s Fancy. Jooss dissout sa compagnie en 1947 et retourne à l’Ecole Folkwang à Essen.

### 1947-1981
Après une dernière tournée aux États-Unis et peu avant la dissolution des Ballets Jooss, Leeder met un terme à 23 ans de collaboration avec Kurt Jooss et crée en 1947 à Londres la Sigurd Leeder School of Dance et le Sigurd Leeder Studio Group. Son influence sur l’évolution de la danse moderne à cette époque à Londres est considérable, d’autant plus que son école est la seule, dans cette Angleterre à peine sortie de la guerre, à proposer une formation de danse moderne sur trois ans à temps plein. Elle est fréquentée par des acteurs, des stars de cinéma et des chanteurs d’opéra. Leeder est très demandé dans le milieu théâtral britannique. L’un de ses élèves renommé est Jean Cébron.
À partir de 1950, il est régulièrement invité à donner des cours de formation continue et de vacances en Belgique, en Suède et en Suisse. Entre 1953 et 1957, il intervient ainsi quatre fois aux cours d’été de l’association professionnelle suisse pour la danse et la gymnastique au Rigiblick à Zurich.
En 1960, Leeder accepte une invitation de l’Université de Santiago du Chili, dont il dirige durant quatre ans le département de danse.
Il revient en Europe en 1964 et transfère son principal centre d’enseignement au sein de l’école préparatoire de Grete Müller à Herisau (Suisse). A la Sigurd Leeder School of Dance à Herisau, ce pédagogue d’exception continue de transmettre sa méthode de formation éprouvée à de nombreux élèves d’origine internationale et crée des chorégraphies telles que Akzente, Mobile et Die Pforte. Son enseignement reste très complet avec les branches suivantes : technique de danse, choréutique, eukinétique, improvisation, notation du mouvement, réalisation de costumes et de masques, scénographie et éclairage, conception d’affiches et de programmes. Dans les dernières années de sa vie, outre son activité d'enseignement, il se consacre principalement à ses notations. Il en rédige certaines, y ajoute des commentaires et les publie – en concevant lui-même les couvertures.
Leeder décède en pleine activité le 20 juin 1981 à Herisau.

## Œuvres (sélection)

### Chorégraphies
- Tanz ohne Musik (1920)
- Maskentanz (1924)
- Nachtstück (1926)
- Asiatische Melodie (1926)
- Der Gläubige Landmann (1933)
- Dance Macabre (1935)
- Donna Clara (1937)
- Sailor's Fancy (1943)Mobile de Sigurd Leeder, dansé par Ueli Kohler, 1975

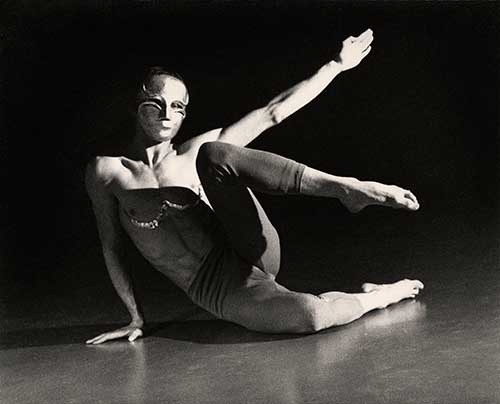
Mobile de Sigurd Leeder, dansé par Ueli Kohler, 1975

- Der Gefangene Vogel (Toccata) (1949)
- Bolero (1950)
- Nocturne (1952)
- Figura Tragica (1952)
- Rübezahl (1953)
- Tropische Stimmung (1972)
- Von fremder Art I-IV (1972-74)
- Akzente (1972)
- Mobile (1975)
- Die Pforte (Alkan) (1977)

### Études de danse pédagogiques
- 1928-1976 Études de choréutique, d’eukinétique et de technique de danse

### Notations

#### Manuscrits
- Nachtstück (notation de Leeder d’après Choreographie I de Rudolf Laban, Jena, 1926)
- Der Gläubige Landmann (1933)
- Boléro (1950)
- 1928-1980 Plus de 200 pages de notations (chorégraphies et études de danse)

#### Publications
- Choreutics study based on the Icosahedron. Music by Johannes Brahms. 1976
- Die Pforte. (The Gate) A Group Dance for 14 People. Music by Alkan. Herisau 1978
- Danse Macabre. A Group Dance for 18 People. Music by C. Saint-Saëns. Herisau 1980 (BR 269)
- Homogeneous tension 69. Music by Matheson. 1969
- Mobile. A Solo Dance. Music by Henrico Albicastro. Herisau
- Portuguese. Music by John Colman. 1979
- Space diagonals 72. Music by Dohnany. 1973
- Swing study 65. Music by Pina Harding. 1965
- Tango 34. Music by John Colman. 1979
- Tropische Stimmung (Tropical Mood). A Group Dance for 5 Girls. Herisau

### Danseur
- Tanz ohne Musik (1920)
- Tanzabend (1922)
- Maskentanz (1924)
- Nachtstück (1926)
- Zwei Tänzer (1924-1926 avec Kurt Jooss)
- Der grüne Tisch (1932 avec les Ballets Jooss)
- Der grosse Stadt (1932 et 1937 avec les Ballets Jooss)
- Die Gaukelei (1930 avec les Ballets Jooss)
- Der gläubige Landmann (1933)
- Sailor's fancy (1943)
- Pandora (1944)

## Enregistrements audiovisuels
- Danse macabre (1935)